# Caspar II. Orlacher
Caspar II. Orlacher OCist; (geboren 1601 in Bayern; gestorben 28. November 1669 in Wilhering) war ein österreichischer Zisterzienser. Von 1638 bis 1669 amtierte er als Abt des Klosters Wilhering.

## Leben
Caspar II. Orlacher besuchte zunächst die hohe Schule in Salzburg und legte nach seinem Eintritt in das Kloster Wilhering im Jahr 1622 die Profess ab. Orlacher genoss offensichtlich früh das Vertrauen seines Vorgängerabts Georg II. Grill, der ihn in jungen Jahren zum Prior und Novizenmeister machte. Seine geschickte Handlungsweise brachte ihm auch bald außerhalb des Klosters Anerkennung ein, so machte ihn Erzherzog Leopold Wilhelm zu seinem Rat. Nachdem Abt Georg II. Grill am 12. Oktober 1638 verstorben war, wurde Caspar II. Orlacher am 19. Dezember 1638 im Alter von 37 Jahren zum neuen Abt des Stifts Wilhering gewählt, der die Benediktion am 23. Januar 1639 folgte. Abt Orlacher starb nach 30-jähriger Amtszeit am 28. November 1669.